# Wołkowyja

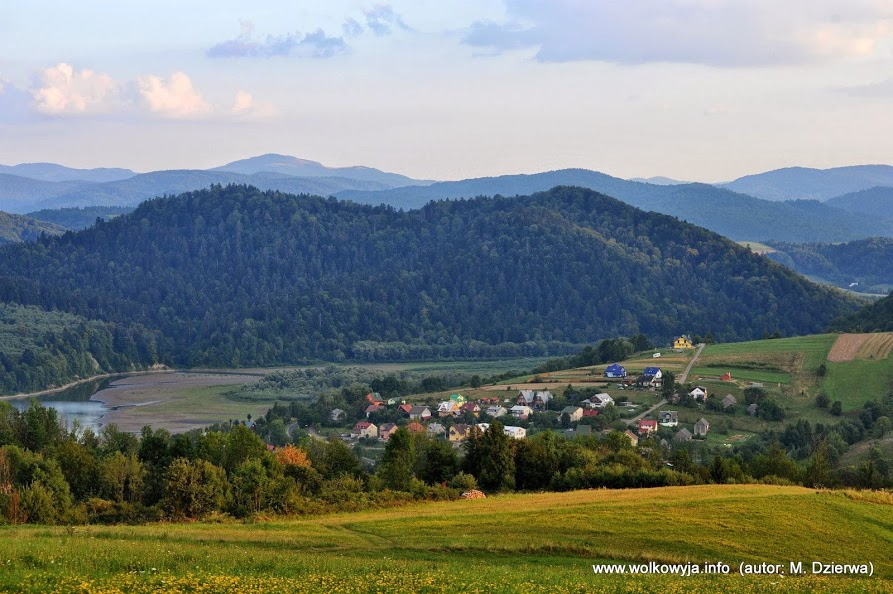
Widok z góry Plisz na Wołkowyję

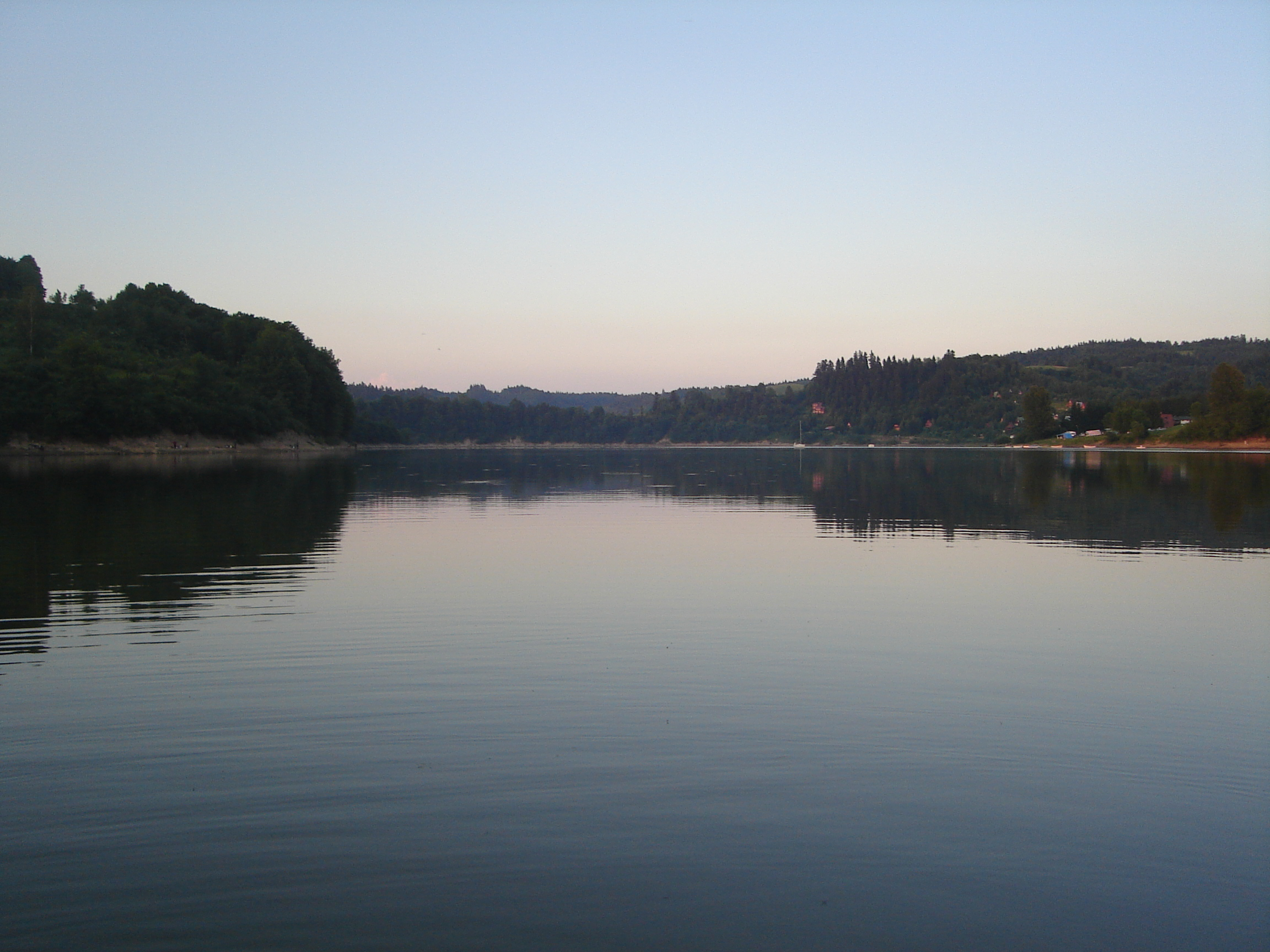
Zbiornik Soliński w Wołkowyi

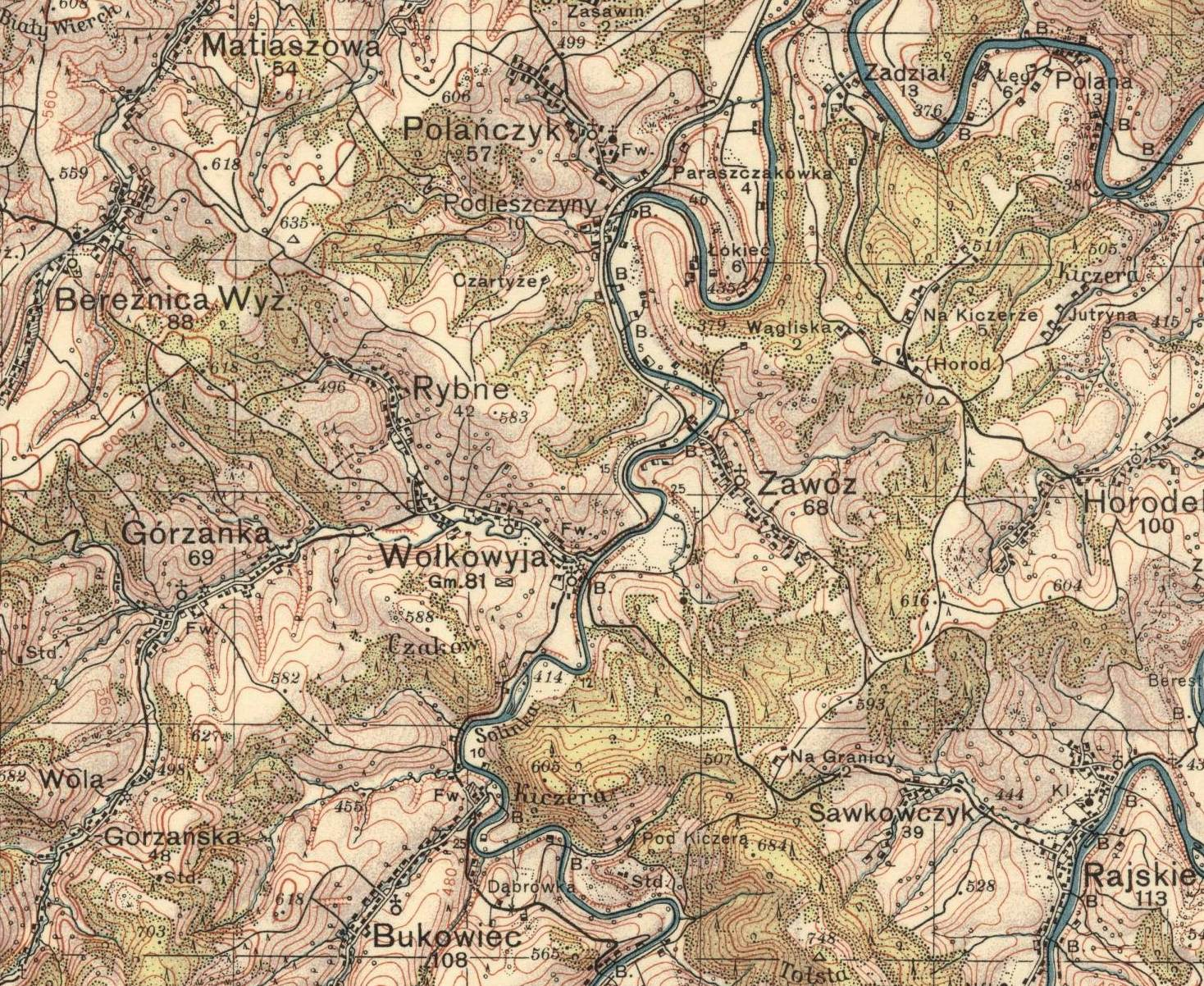
Wołkowyja na mapie z 1937

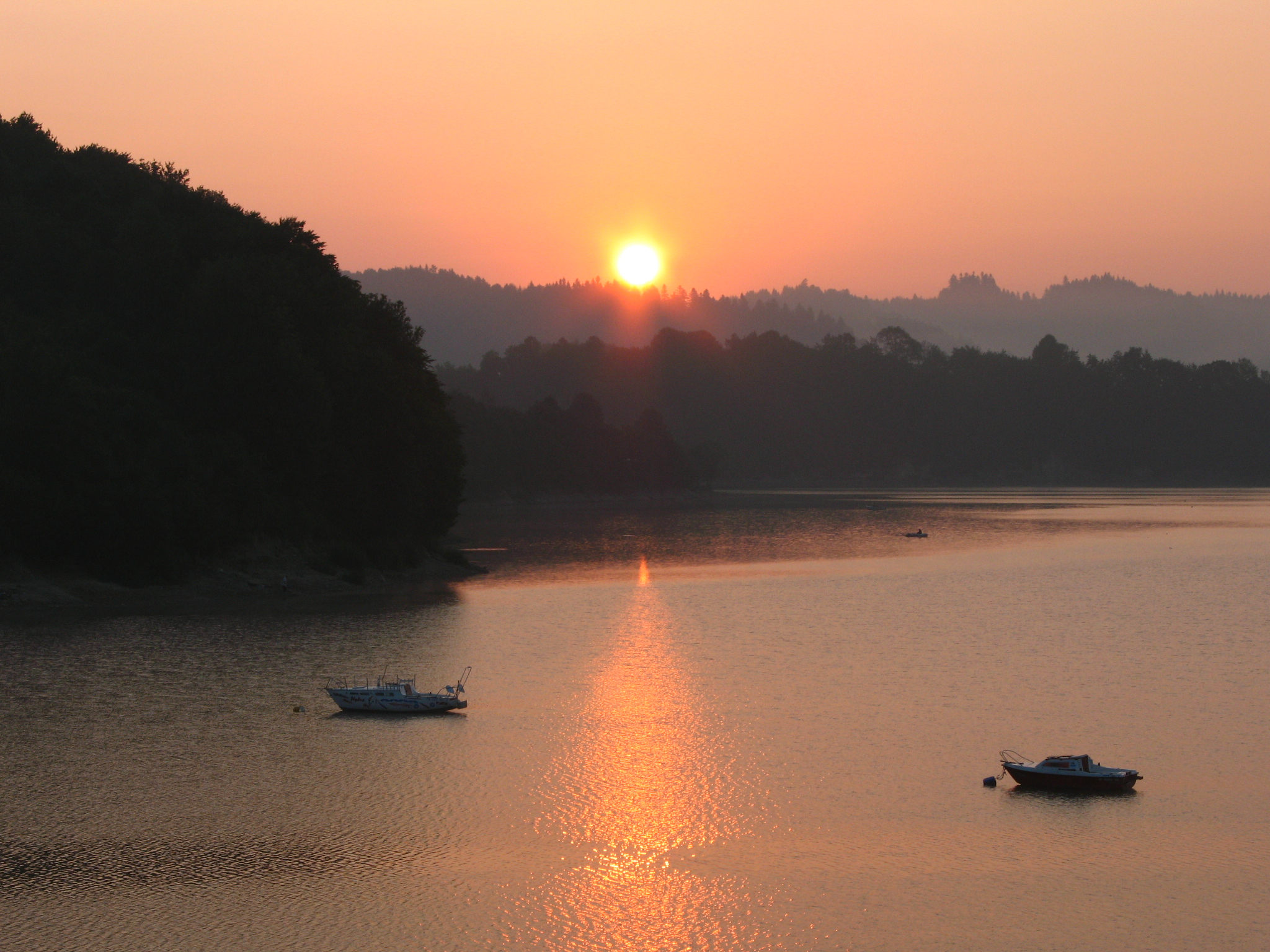
Wschód słońca nad Jeziorem Solińskim

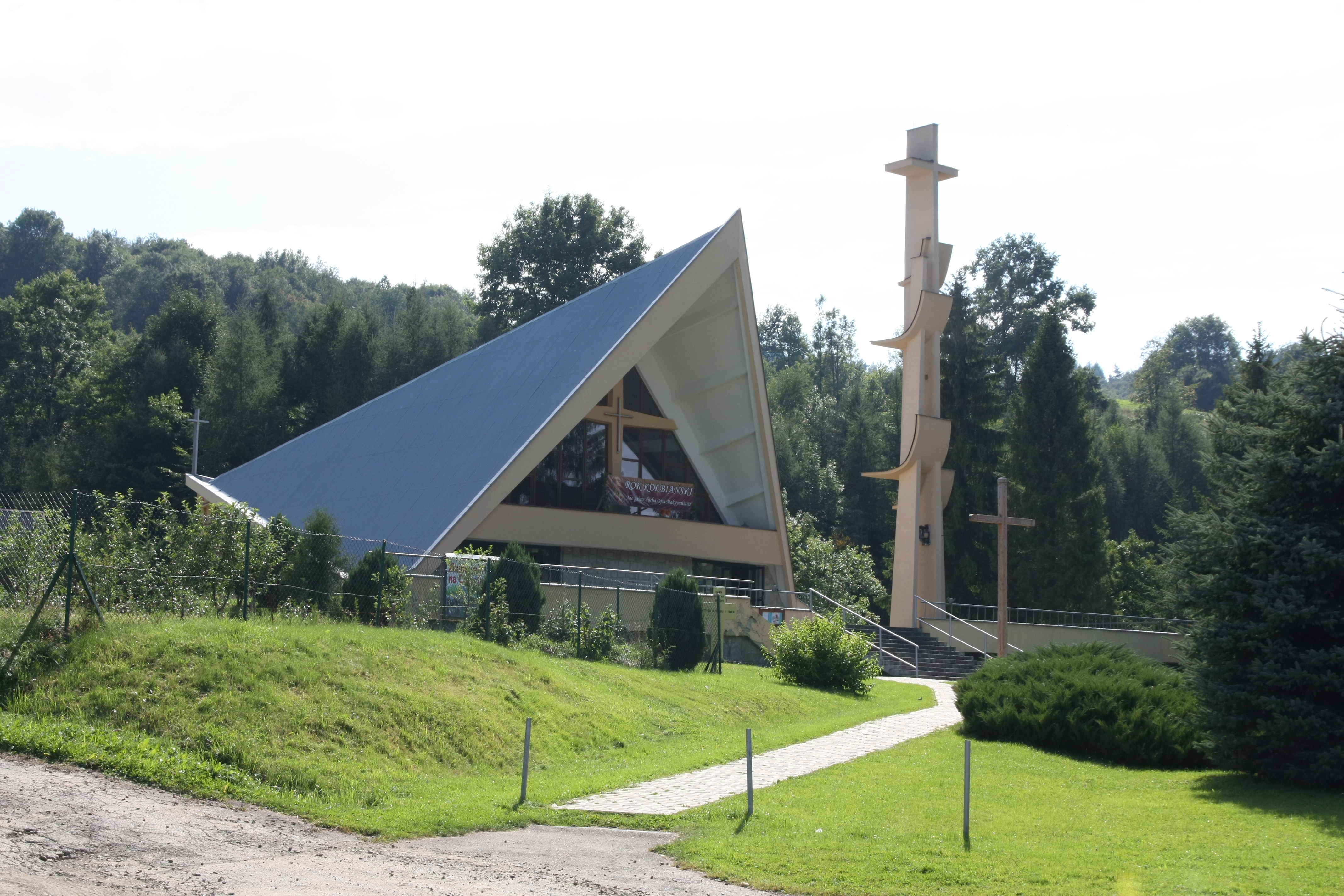
Nowy kościół św. Maksymiliana Kolbe.

Wołkowyja – wieś w Polsce położona w województwie podkarpackim, w powiecie leskim, w gminie Solina. Leży na pograniczu Gór Sanocko-Turczańskich i Bieszczadów, nad Jeziorem Solińskim, otoczona niewysokimi górami.
Przez wieś przebiega droga wojewódzka nr 894 i droga powiatowa 2279R.
W latach 1934–1954 i 1973–1977 miejscowość była siedzibą gminy Wołkowyja, a 1954–1972 gromady Wołkowyja. W latach 1975–1998 miejscowość administracyjnie należała do województwa krośnieńskiego.

## Historia
Wieś powstała na skutek akcji osadniczej rycerskiej rodziny Balów. Ziemie te otrzymał Piotr Bal. Założona została na prawie wołoskim ok. 1463.

### Od 1463 do XIX wieku
Wieś prawa wołoskiego, położona była w drugiej połowie XV wieku w ziemi sanockiej województwa ruskiego. 29 stycznia 1480 po śmierci Jana Bala, stolnika sanockiego jego synowie: Maciej Bal (zm. 1511), chorąży sanocki, ks. Piotr Bal i Mikołaj Bal z Nowotańca podzielili się majątkiem po ojcu. Berezka otrzymał część Wołkowyi, a resztę tej wsi, w tym Wołkowyjkę Małą, otrzymali Maciej Bal, chorąży sanocki i ks. Piotr Bal. W 1519 rozgraniczono dobra Balów przez usypanie granicznych kurhanów i kopców z ziemi, oddzielających od posiadłości Kmitów z Sobienia.
W latach 1518–1519 Adam Wzdowski był właścicielem wsi Bukowiec i Wołkowyja.
W 1647 – po śmierci ojca, chorążego przemyskiego Adama Bala syna Piotra II Bala herbu Gozdawa, ożeniony z Reginą Konstancją z Konar Konarską – Aleksander Bal odziedziczył Wołkowyję wraz z 24 innymi miejscowościami w Bieszczadach. Zmarł on młodo ok. 1665 i dobra po nim odziedziczył stryj Stefan Bal, chorąży przemyski (1644–1660), podkomorzy sanocki (1660–1679). Jan Bal (zm. 1698), podkomorzy sanocki ok. 1690 odziedziczył po ojcu Baligród wraz z okolicznymi terenami – w tym i Wołkowyję. Ożeniony z Teresą Rabsztyńską miał 3 synów: Jana Bala z Hoczwi, Antoniego i Ignacego.
W 1711 dobra baligrodzkie wraz z tą miejscowością odziedziczył Ignacy Bal, podstoli przemyski. Ożenił się z Barbarą z Andrassych i miał tylko jedną córkę Salomeę Bal. Szybko zmarł (ok. 1715) i Barbara wyszła ponownie za mąż za hrabiego Jana Pothayma z Węgier, co wpłynęło na spory o własność z bratem pierwszego męża Janem V Balem i własną córką Salomeą, która wyszła za mąż za Stanisława Karsznickiego. Barbara zrzekła się pretensji do dóbr Baligrodzkich w zamian za odszkodowanie pieniężne. Dobra te wraz z Wołkowyją przejęła jej córka Salomea Karsznicka. Zarządzała nimi (nawet po śmierci męża) do 1770. Na niej skończył się ród Balów. Ze Stanisławem Karsznickim miała trzech synów: Antoniego, Ignacego i Piotra, którzy po śmierci matki podzielili się majątkiem.
W połowie XIX wieku właścicielką posiadłości tabularnej Wołkowyja była Rozalia Giebułtowska.

### XX wiek
W II Rzeczypospolitej wieś w powiecie leskim województwa lwowskiego. W 1939 po wkroczeniu Niemców napływała ludność ukraińska ze wschodu. Ludźmi tymi – bez względu na wykształcenie – zaczęto obsadzać stanowiska nauczycielskie w szkołach: Terce, Bukowcu, Górzance, Zawozie i Wołkowyi. Polacy nie posyłali dzieci do szkoły, w której uczono tylko po ukraińsku. Padły podejrzenia ze strony hitlerowców, że odpowiedzialną za tę akcję jest polska nauczycielka Janina Czternastkowa. Rozpoczęły się prześladowania ludności polskiej i nauczycielki. Upór Polaków spowodował, że przydzielono nauczycielkę Polkę. W budynku szkolnym na parterze dzieci ukraińskie uczył ukraiński nacjonalista Hadzewicz. Polska szkoła w Wołkowyi przestała istnieć.
W kwietniu 1940 został aresztowany przez Gestapo i wywieziony do KL Dachau tutejszy proboszcz rzymskokatolicki i działacz społeczny, ks. Jan Siuzdak. Zginął on śmiercią męczeńską 18 listopada 1942.
Od października 1939 do sierpnia 1944 wieś była siedzibą urzędu gminy w powiecie sanockim.
W sierpniu 1944 w Wołkowyi rozpoczęła się w szkole nauka w języku polskim. Jej kierownictwo po pięciu latach przerwy objęła ponownie Janina Czternastkowa. Inspektor Oświaty w Lesku oddelegował wówczas do pracy jeszcze dwie nauczycielki: Olgę Zyromską i Stefanię Maślak. Lekcje prowadzono w pięcioklasowej szkole na parterze i uczęszczało na nie około 70 uczniów. Na piętrze budynku szkolnego znajdował się posterunek Milicji Obywatelskiej.

### Walki z UPA
18 maja 1945 oddział UPA „Burego” przygotował pod Wołkowyją zasadzkę na patrol żołnierzy radzieckich wsparty 3 milicjantami z Wołkowyi, którzy jechali furmankami. W wyniku ataku zginęło 4 żołnierzy radzieckich, 2 milicjantów i woźnica jednej z furmanek. Czterdziestoosobowy, dobrze uzbrojony posterunek milicji ulokowany w szkole skutecznie odstraszał bandytów. Gdy jego obsadę zmniejszono do szesnastu osób, w noc sylwestrową 31 grudnia 1945 do Wołkowyi wkroczył duży oddział UPA i zaatakował milicjantów. Wskutek nagłego ataku posterunek został rozbrojony i spalony. Wraz z nim spłonęła szkoła, budynek gminy, zabudowania chłopskie i dokumentacja. W marcu 1946 w domu Czternastkowej zgromadzono ławki z Bukowca i Górzanki. Szkoła podjęła znowu pracę do maja. Gdy z powodu ataków UPA w domu zaczęło stacjonować Wojsko Polskie, naukę przerwano.
Od 1 maja 1946 stacjonował we wsi 200-osobowy oddział Wojsk Ochrony Pogranicza przeniesiony tutaj z Olszanicy i osłaniał ludność okolicznych wsi przed atakami UPA.
Wieś została kompletnie spalona przez UPA w lipcu 1946. Nocą z 14 na 15 lipca 1946 kureń UPA „Rena” skoncentrował swoje siły wokół Wołkowyi w celu likwidacji zgrupowania WOP. O godz. 0.30 w nocy dokonano napadu na wieś połączonego z atakiem na strażnicę WOP równocześnie z kilku stron, od Terki, Zawozu, Polańczyka i Górzanki. Po pierwszym nieudanym szturmie UPA nastąpiły następne prowadzone z niezwykłą zaciętością. Atakujący starali się rozdzielić załogę na dwie części. Równocześnie specjalna bojówka SB UPA podpaliła wieś i rozpoczęła mordowanie polskiej ludności. Wybranych Polaków wiązano i wrzucano żywcem do płonących budynków, a niektórym – przed wrzuceniem w ogień – humanitarnie podcinano gardła. W tak okrutny sposób zamordowano wówczas 32 osoby. Około godz. 4.30 broniąca się strażnica odparła ostatni atak. W strażnicy zginęło wówczas dwóch żołnierzy (oficer Rosjanin i milicjant), a 6 było rannych. Wycofując się, upowcy uprowadzili do lasu 15 osób cywilnych, po których ślad zaginął. Nie wiadomo do dziś, gdzie i jak zginęli. Napastnicy spalili wówczas we wsi 27 polskich domów.
Po nieudanym ataku sotnie zaczaiły się w pobliżu, przygotowując zasadzkę na ewentualny pościg. Istotnie wysłano ze strażnicy grupę bojową w celu ścigania napastników. Przed wejściem w zasadzkę uratował żołnierzy towarzyszący im pies, który wyczuł bandę w lesie i ostrzegł. Wopiści w pośpiechu wycofali się z powrotem do garnizonu.
Łącznie w latach 1944–1946 nacjonaliści ukraińscy z OUN-UPA zamordowali tutaj 62 Polaków Ukraińców, którym zarzucono współpracę z Polakami.
Do 1946 wieś dzieliła się na dwie grupy zabudowań skupionych wokoło cerkwi drewnianej oraz wokoło murowanego kościoła łacińskiego nad Solinką. Oba kościoły były siedzibami parafii.

## Religia
We wsi znajdowała się cerkiew greckokatolicka pw. Piotra i Pawła z 1833 oraz kościół rzymskokatolicki z 1842. Parafię obrządku łacińskiego założyła Justyna ze Żmigrodu Stadnicka primo voto żona Stefana Bala, secundo voto Hieronima Orzechowskiego. Początkowo była to kaplica drewniana, filialna parafii w Hoczwi (1728). Murowany kościół wybudowano dopiero w roku 1842. Do parafii tej administracyjnie należały wsie Bereżnica Wyżna, Buk, Bukowiec, Górzanka, Horodek, Jaworzec, Kalnica, Ług, Łopienka, Polańczyk, Polanki, Radziejowa, Rajskie, Rybne, Sakowczyk, Smerek, Solina, Strzebowiska (Strubowiska) Strudenne, Teleśnica Sanna, Terka, Tyskowa, Tworylne, Wetlina, Wola Górzańska, Zabródź, Zawój i Zawóz. Parafia greckokatolicka obejmowała część Zawozu i Rybnego.
3 i 4 października 1967 w związku ze spiętrzeniem wód Zalewu Solińskiego dokonano rozbiórki zabytkowego kościoła oraz opuszczonej greckokatolickiej cerkwi parafialnej wraz ze starą plebanią, chociaż wody zalewu do niej nie sięgały. Zabytkowe wyposażenie kościoła i sprzęty wywieziono samochodami pod cerkiew w Górzance. Do dziś zachowała się tylko murowana dzwonnica parawanowa oraz fundamenty cerkwi, a w miejscu kościoła mieszkańcy ustawili na zalewie boję z trzema flagami.
W miejscowości znajduje się rzymskokatolicki kościół parafialny pw. Świętego Maksymiliana Kolbe (dekanat Solina).